# Джонні Мельбю
Джонні Мельбю (дан. Johnny Mølby; нар. 4 лютого 1969, Ольдінг, Данія) — данський футболіст, що грав на позиції півзахисника. По завершенні ігрової кар'єри — тренер. З 2015 року очолює тренерський штаб команди «Віборг».
Виступав за національну збірну Данії. Володар Кубка Німеччини. У складі збірної — чемпіон Європи.

## Клубна кар'єра
Вихованець футбольної школи клубу «Фремад Амагер».
У дорослому футболі дебютував 1987 року виступами за команду клубу «Вайле», в якій провів п'ять сезонів, взявши участь у 194 матчах чемпіонату. Більшість часу, проведеного у складі «Вайле», був основним гравцем команди.
Згодом з 1992 по 1997 рік грав у складі команд клубів «Нант», «Боруссія» (Менхенгладбах), «Мехелен» та «Ольборг». Протягом цих років виборов титул володаря Кубка Німеччини.
1997 року перейшов до клубу «Орхус», за який відіграв 3 сезони. Граючи у складі «Орхуса» також здебільшого виходив на поле в основному складі команди. Завершив професійну кар'єру футболіста виступами за команду «Орхус» 2000 року.

## Виступи за збірні
1988 року залучався до складу молодіжної збірної Данії. На молодіжному рівні зіграв у 17 офіційних матчах.
1989 року дебютував в офіційних матчах у складі національної збірної Данії. Протягом кар'єри у національній команді, яка тривала 4 роки, провів у формі головної команди країни 16 матчів.
У складі збірної був учасником чемпіонату Європи 1992 року у Швеції, здобувши того року титул континентального чемпіона.

## Кар'єра тренера
Розпочав тренерську кар'єру відразу ж по завершенні кар'єри гравця, 2000 року, очоливши тренерський штаб клубу «Кольдінг».
В подальшому очолював команду клубу «Горсенс», а також входив до тренерського штабу клубу «Орхус».
З 2015 року очолює тренерський штаб команди «Віборг».

## Досягнення
- Володар Кубка Німеччини:

«Боруссія» М.: 1994–1995
- Чемпіон Європи:

1992